# Monk’s Dreams: The Complete Compositions of Thelonious Sphere Monk
Monk’s Dreams: The Complete Compositions of Thelonious Sphere Monk ist ein Jazzalbum von Frank Kimbrough mit Scott Robinson, Rufus Reid und Billy Drummond. Das bei zwei dreitägigen Aufnahmesitzungen (22.–24. Mai, 20, 28.–30. Juni 2018) in Pipersville (Pennsylvania) aufgezeichnete Material mit allen Kompositionen von Thelonious Monk erschien auf sechs Compact Discs am 23. November 2018 bei Sunnyside Records.

## Hintergrund
Im Jahr 2018 erschienen zwei unterschiedliche Aufnahmen von Monks gesamtem Werk veröffentlichter Kompositionen, insgesamt 70 Titel. Zum einen wurden Monks Kompositionen von dem Gitarristen Miles Okazaki ohne Overdubs aufgenommen, zum anderen organisierte der Pianist Frank Kimbrough, der seit Jahrzehnten ein Fan und Interpret von Monks Werken war, die Gesamtaufnahme des Oeuvres in Quartettbesetzung auf Monk’s Dreams. Das Album präsentiert auf insgesamt sechs CDs die Musik Monks in der von ihm am häufigsten verwendeten Besetzung, einem Quartett mit einem einzelnen Bläser plus Klavier, Bass und Schlagzeug, notierte Will Layman.
Das Projekt ging aus einer Anfrage des New Yorker Jazzclubs Jazz Standard hervor, der sich an Kimbrough gewandt hatte, um ein Quartett für die Darbietung Monks Musik angesichts von dessen 100. Geburtstag zusammenzustellen. Darauf wählte er den Bassisten Rufus Reid und den Schlagzeuger Billy Drummond aus. Seine Wahl für die Bläserstimme fiel auf den Multiinstrumentalisten Scott Robinson, mit dem er seit vielen Jahren und in vielen Kombinationen spielte, insbesondere im Maria Schneider Orchestra. Nach dem ersten Set des Auftritts am 17. Oktober 2017 drängte Mat Jones, ein Freund Kimbroughs, den Pianisten, dass die Gruppe das gesamte Werk von Monk aufzeichnen sollte, eine Arbeit, die Kimbrough bislang nie in Betracht gezogen hatte. Jones sprach in den nächsten Tagen, in der Absicht, das Projekt zum Erfolg zu führen, seine Freundin Dorothy Lieberman an, als Co-Produzentin des Projekts zu fungieren. Die Musiker begannen darauf mit der intensiven Arbeit, die ein solches Projekt erfordert. Schließlich leitete Kimbrough im April 2018 ein Trio und spielte dabei 30 neue Stücke auf dem Weg zum vollständigen Monk-Katalog mit 70 Stücken.
Kimbrough variierte bei dem folgenden Aufnahmeprojekt gelegentlich sein Programm, indem er manchmal die Größe des Ensembles änderte; so ist Blue Sphere zum Beispiel ein Duett von Robinson und Billy Drummond, das an die Duettpassagen erinnert, die John Coltrane und Elvin Jones in Coltranes klassischem Quartett genutzt haben, merkte Layman an. Ruby, My Dear wiederum ist ein Duett für Tenorsaxophon und Piano; Kimbrough spielt Functional allein in einem entspannenden Stride-Stil. Zu den Interpretationen in Piano-Trio-Besetzung gehören Monk’s Point (ein Titel vom Album Solo Monk, 1964) und Hackensack. Zu den Stücken, die nicht auf dem Album aufgenommen wurden, gehören solche, die Monk spontan geschaffen hatte, wie Chordially aus den letzten Londoner Sessions, die 1971 veröffentlicht wurden.

## Titelliste
- Frank Kimbrough: Monk’s Dreams: The Complete Compositions of Thelonious Sphere Monk (Sunnyside SSC4032)
- Alle Kompositionen stammen von Theloniou Monk.

### Disc 1: Thelonious
1. Thelonious, 4:51
2. Light Blue, 6:15
3. Played Twice, 4:41
4. Ba-Lue Bolivar Ba-Lues-Are, 5:00
5. Ask Me Now, 5:31
6. Humph, 4:36
7. Bright Mississippi, 5:50
8. Reflections, 5:02
9. Bemsha Swing, 4:41
10. Teo, 6:02
11. Blue Sphere, 4:22

### Disc 2: Think of One
1. Crepuscule with Nellie, 2:28
2. Think Of One, 4:28
3. 52nd St. Theme, 2:24
4. Eronel, 5:23
5. Bluehawk, 5:30
6. Little Rootie Tootie, 6:07
7. Two Timer, 3:17
8. Ruby, My Dear, 4:39
9. Boo Boo’s Birthday, 5:11
10. San Francisco Holiday, 5:12
11. Functional, 4:24
12. I Mean You, 5:05

### Disc 3: Brake’s Sake
1. Shuffle Boil, 5:42
2. Monk’s Dream, 5:53
3. Evidence, 5:31
4. Misterioso, 3:54
5. Four in One, 6:00
6. Brake’s Sake, 5:22
7. Pannonica, 4:17
8. Bye-Ya, 4:28
9. North on the Sunset, 2:45
10. Introspection, 3:59
11. We See, 4:49
12. In Walked Bud, 4:10

### Disc 4: Locomotive
1. Nutty, 6:45
2. Trinkle Tinkle, 4:35
3. Blues Five Spot, 5:09
4. ’Round Midnight, 5:23
5. Jackie-Ing, 2:40
6. Well You Needn’t, 5:40
7. Sixteen, 4:03
8. Locomotive, 4:37
9. Gallop’s Gallop, 4:13
10. Children’s Song, 4:47
11. Blue Monk, 6:44
12. Friday The 13th, 5:18

### Disc 5: Off Minor
1. Criss Cross, 4:17
2. Raise Four, 3:35
3. Let’s Call This, 5:07
4. Who Knows, 3:56
5. A Merrier Christmas, 3:40
6. Stuffy Turkey, 5:19
7. Monk’s Point, 3:27
8. Work, 3:23
9. Brilliant Corners, 6:44
10. Off Minor, 3:46
11. Hackensack, 5:27
12. Oska T, 3:18

### Disc 6: Coming on the Hudson
1. Let’s Cool One, 5:57
2. Hornin' In, 4:24
3. Coming on the Hudson, 3:46
4. Straight No Chaser, 4:46
5. Monk’s Mood, 5:09
6. Green Chimneys, 3:28
7. Rhythm-A-Ning, 5:36
8. Ugly Beauty, 4:32
9. Skippy, 3:41
10. Something in Blue, 4:43
11. Epistrophy, 4:25

## Rezeption
Will Layman schrieb in Pop Matters, die Herausforderung hätte für das Quartett einfach darin bestanden, die Musik in ihrem eigenen Idiom zu ehren, ohne sklavisch oder irrelevant zu wirken. Diese Herausforderung werde auf diesem beeindruckenden Box-Set gemeistert. Bei einem Teil der Musik sei hier eine bewusste Wahl der strengen Treue zum Original getroffen worden, obwohl dies insgesamt selten vorkomme. Kimbroughs Solo-Klavier-Lesart von Crepuscule with Nellie klinge für manche Ohren wie eine akkurate Nachbildung einer klassischen Monk-Darbietung. Die Rhythmusgruppe habe Erfahrung mit der Musik von Monk aus ihrer Arbeit mit der Generation, die direkt vom Meister (zum Beispiel Kenny Barron) inspiriert wurde. Robinson, ein Multiinstrumentalist, der sonst in Maria Schneiders Big Band spielt und frei in der Avantgarde-Community improvisiert, sei für diese Aufnahme genauso wichtig wie Kimbrough selbst. Er verwende die breiteste Palette an Werkzeugen – sowohl für die verschiedenen Instrumente, die er spielt, als auch für seinen stilistischen Haltung. Er könne so geradlinig klingen wie Monks standhafter Charlie Rouse, so hübsch wie Johnny Hodges, so aggressiv wie Johnny Griffin oder – hier nur ab und zu – so grotesk und frei wie Ivo Perelman. Für den Geschmack des Autors hätten die Überraschungen und Verstöße gegen die Norm häufiger und vollständiger auftreten können, aber das sei nur eine Frage des Grades. Am wichtigsten sei, dass die unbesiegbare Musikalität hier ausreiche, um den Sieg davonzutragen.

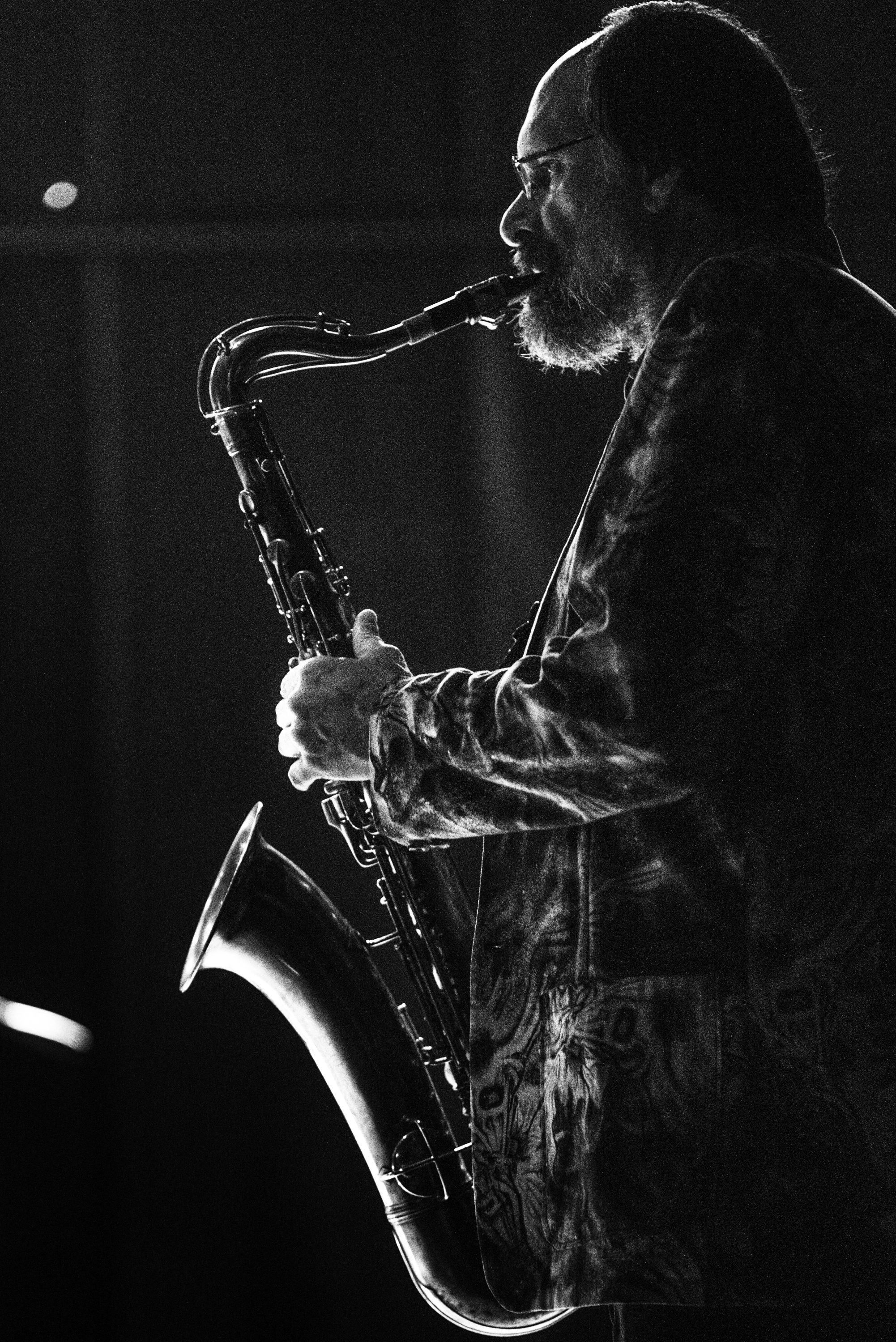
Scott Robinson beim International Jazz Festival of Punta del Este 2015

Liam Noble schrieb in London Jazz News, Frank Kimbrough, Scott Robinson, Rufus Reid und Billy Drummond klängen sicherlich so, als ob sie diese Melodien in- und auswendig kennen, obwohl einige weniger vertraut gewesen sein müssen als andere. Während das Hören dieser Stücke hintereinander sicherlich ihren ikonischen Status hervorhebe, stelle sich heraus, dass es bei dieser Aufnahme mehr darum geht, nur zu spielen. Es sei respektvoll, nicht die Pflicht, die Noten zu bewahren, sondern den Prozess. Bei den Sessions hätte es keine besonderen Blickwinkel gegeben, merkte Noble an, keine Agenden oder Konzepte; es sei vielmehr das Vergnügen gewesen, einfach die Melodien zu spielen und geduldig auf die Momente der Inspiration zu warten.
Andy Hamilton wies im Jazz Journal darauf hin, dass bereits zuvor vollständige Untersuchungen zu Monks Musik unternommen wurden, zuletzt von Alexander von Schlippenbach mit Monk’s Casino. Während dessen Veröffentlichung [von 2005] eher skurrile, oft recht skizzenhafte Interpretationen enthielt, sei Kimbroughs Vorgehensweise, obwohl immer noch individuell in seiner Spielweise, von einer direkten Darstellung beherrscht. Kimbroghs Gruppe sei eine exzellente Besetzung mit dem wunderschön engen Schlagzeugspiel von Billy Drummond und dem warmen, treibenden Bass von Rufus Reid. Zu den lohnenswerten Raritäten gehörten Stücke wie Hornin’ In und Humph, die von Monk nur einmal aufgenommen wurden. Zu den Höhepunkten zählt der Autor weitere Raritäten wie Blues Five Spot mit einem herausragenden Solo des Pianisten, das die Monkischen Ganztonskalen und Halbtoncluster mit Nachdruck wiederhole. A Merrier Christmas sei eine wahre Freude. Die prägnante Version von ’Round Midnight habe ein besinnliches, klanglich nuanciertes Solo von Robinson auf dem Tenorsaxophon – Monks schöne Melodie sei selten so großartig interpretiert worden.